# Chakravartin

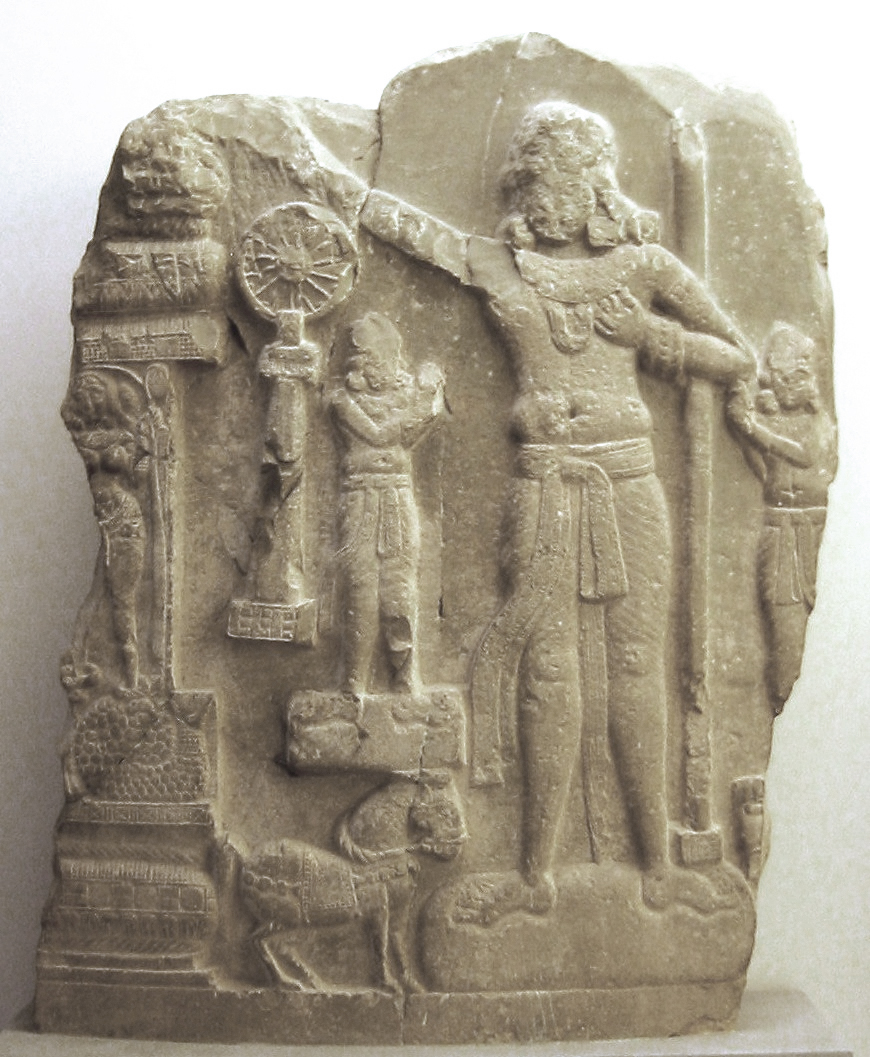
Un Chakravatin, posiblemente Ashoka, Andhra Pradesh, Amaravati. Preservado en el Museo Guimet

Chakravartin (sánscrito cakravartin, pali cakkavattin, chino tradicional 轉輪聖王, español Rey Santo que gira la Rueda) es un término indio antiguamente utilizado para referirse a un gobernante universal ideal que gobierna ética y benévolamente sobre el mundo entero. El reinado de tal gobernante se denomina sarvabhauma. Es un bahuvrīhi o nombre compuesto indio que significa "aquél cuyas ruedas se están moviendo", en el sentido de que "su carro está rodando en todas partes sin obstáculos". También puede ser entendido como un 'bahuvrīhi instrumental', es decir, "a través de quien la rueda se está moviendo" diciendo que es a través de él que el Dharmachakra ("Rueda del Dharma") gira (en la tradición budista).
Las primeras referencias a un cakravala cakravrtin aparecen en monumentos del Imperio Maurya (322–185 a. C.), dedicados a Chandragupta Maurya y su nieto Ashoka. No ha sido generalmente utilizado para otras figuras históricas. En el budismo, el chakravarti es considerado la versión secular de un buda. En general, el término designa a un reinado espiritual y temporal, particularmente en la tradición budista y jainista. En el hinduismo, el término generalmente denota un poderoso gobernante cuyo reino se extiende a la Tierra entera.

## Tradición hindú
El "Chakravarti Rajya" no se considera en la tradición mayoritaria hindú el gobierno de cualquier emperador sino una especie de federación mundial en la que el poder central estaría en manos de un consejo de representantes.

## Tradición jainista
Según la tradición jainista, en cada movimiento del medio-ciclo de la rueda de tiempo, aparecen 63 Salakapurusa (hombres ilustres), incluyendo 12 Chakravartin. La cosmología jainista es básicamente una recopilación de las acciones de estos hombres ilustres. Entre ellos, los chakravartins son Monarcas Universales o Conquistadores Mundiales. De tez dorada, todos pertenecen al gotra de Kasyapa. La madre de un Chakravartin tiene sueños durante la concepción. Un chakravartin está considerado un ser humano ideal dotado con treinta y dos señales de excelencia y muchos signos menores.
La lista de 12 chakravartin de Avasarpini según el jainismo es:
1. Bharata, hijo de Tirthankara Rishabhanatha
2. Sagara, antepasado de Bhagiratha
3. Maghava
4. Sanatkumara
5. Tirthankara Shantinatha
6. Tirthankara Kunthunatha
7. Tirthankara Aranatha
8. Subhauma
9. Padmanabha
10. Harishena
11. Jayasena
12. Brahmadatt

Además, un chakravartin posee las  saptaratna, o "siete joyas":
1. Chakram
2. Reina
3. carro
4. Joya
5. Riqueza
6. Caballo
7. Elefante

Algunas listas citan hablan navaratna o "nueve joyas", añadiendo "primer ministro" e "hijo".

## El Cakravarti en el budismo

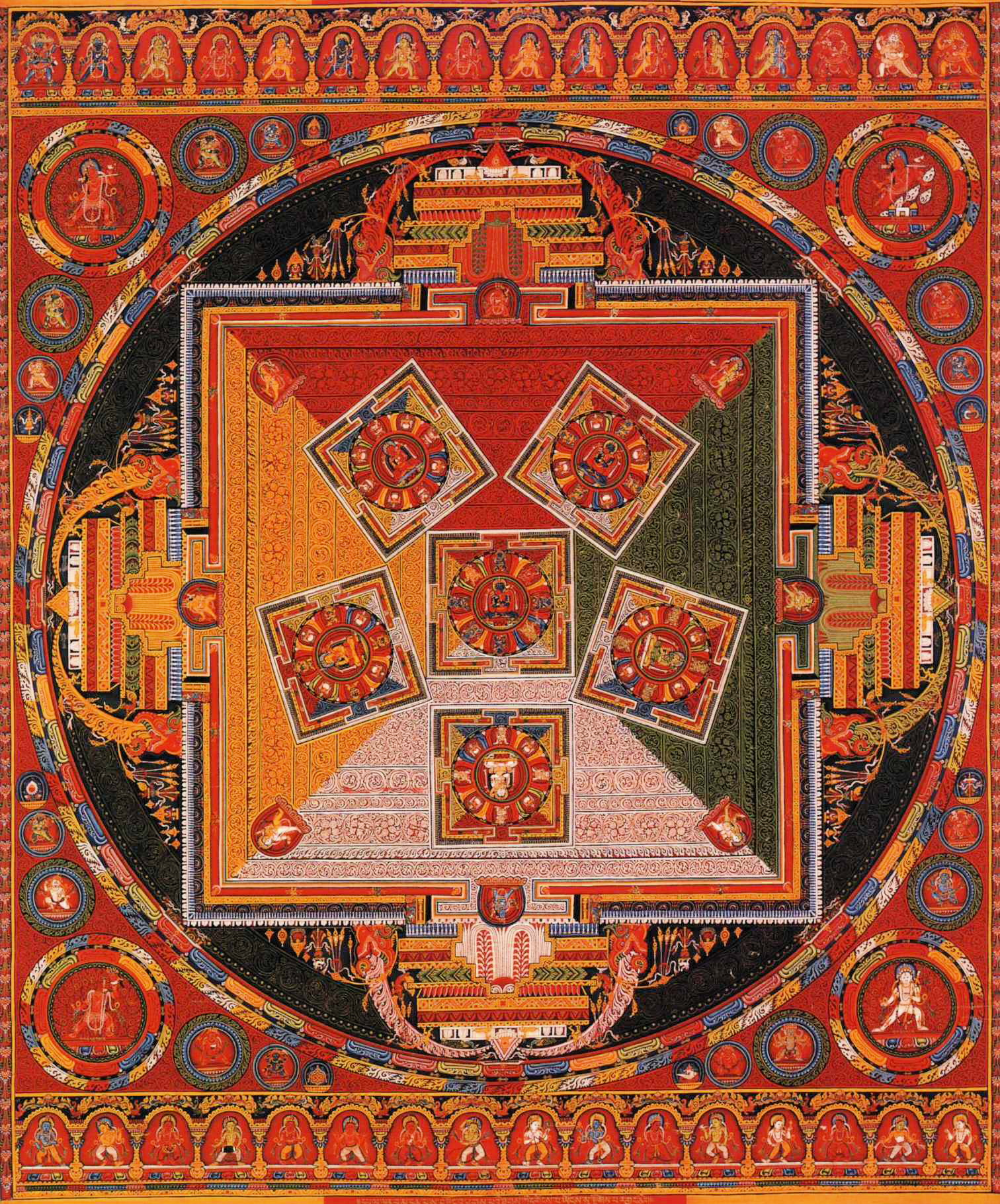
Mandala tibetano de los seis chakravartis

Los textos budistas Mahāvastu (1.259f) y Divyāvadāna, así como el theravadin Milindapañha, describen los signos del cakravarti como gobernante: uṣṇīṣun, chhatra o "parasol", vajra, whisk y sandalias. Estas eran las marcas con las que se representaba a los bodhisattvas en una forma del arte kshatriya de comienzos del budismo Mahayana llamada uṣṇīṣen " y ejerciendo el mudras correspondiente.
Un cakravarti es un rey que gobierna todos los continentes (Pubbavideha, Jambudipa, Aparagoyana, Uttarakuru). Dicho monarca gana todos ellos mediante la paz. Su virtud causa siete milagros, incluyendo una gran rueda que gira en el cielo (Chakraratnaya). El rey y su ejército pueden viajar a cualquier parte con aquella rueda. Viaja por el mundo y enseña a todos los reyes cómo gobernar en paz según el Dasavidha-rājadhamma. Puede viajar a los reinos celestiales con el poder de Chakraratnaya si lo desea. El cakravarti sólo aparece cuándo los humanos son virtuosos y de larga vida. Los Jataka, una parte del canon Pali, hablan sobre el rey Cakravarti.